# Chrysosplenium
Genre
Classification phylogénétique
Chrysosplenium est un genre de plantes herbacées rampantes et vivaces, appartenant à la famille des Saxifragaceae.
Il compte environ 65 espèces réparties en Asie, Amérique, Afrique et Europe. Certaines sont des endémiques à faible diversité génétique.
Les fleurs souvent jaunes, verdâtres ou blanches sont dépourvues de pétales.
Plusieurs espèces de ce genre ont fait l'objet d'études particulières (dont de mise en culture) en raison de leur teneur en flavonoïdes (résumé et extrait). Ce genre pourrait avoir un intérêt médical, pour la lutte contre les cancers notamment. Chrysosplenium grayanum Maxim. sécrète une molécule toxique (acide béta-peltoboykinolique). Cette molécule cytotoxique semble présenter une activité antitumorale (testée contre des lignées de cellules cancéreuses humaines).

## Quelques espèces
- Chrysosplenium absconditicapsulum
- Chrysosplenium alpinum (alpine golden saxifrage)
- Chrysosplenium alternifolium - dorine à feuilles alternes
- Chrysosplenium americanum (American golden saxifrage)
- Chrysosplenium axillare
- Chrysosplenium biondianum
- Chrysosplenium carnosum
- Chrysosplenium cavaleriei
- Chrysosplenium chinense
- Chrysosplenium davidianum
- Chrysosplenium delavayi
- Chrysosplenium dubium
- Chrysosplenium flagelliferum
- Chrysosplenium forrestii
- Chrysosplenium fuscopuncticulosum
- Chrysosplenium giraldianum

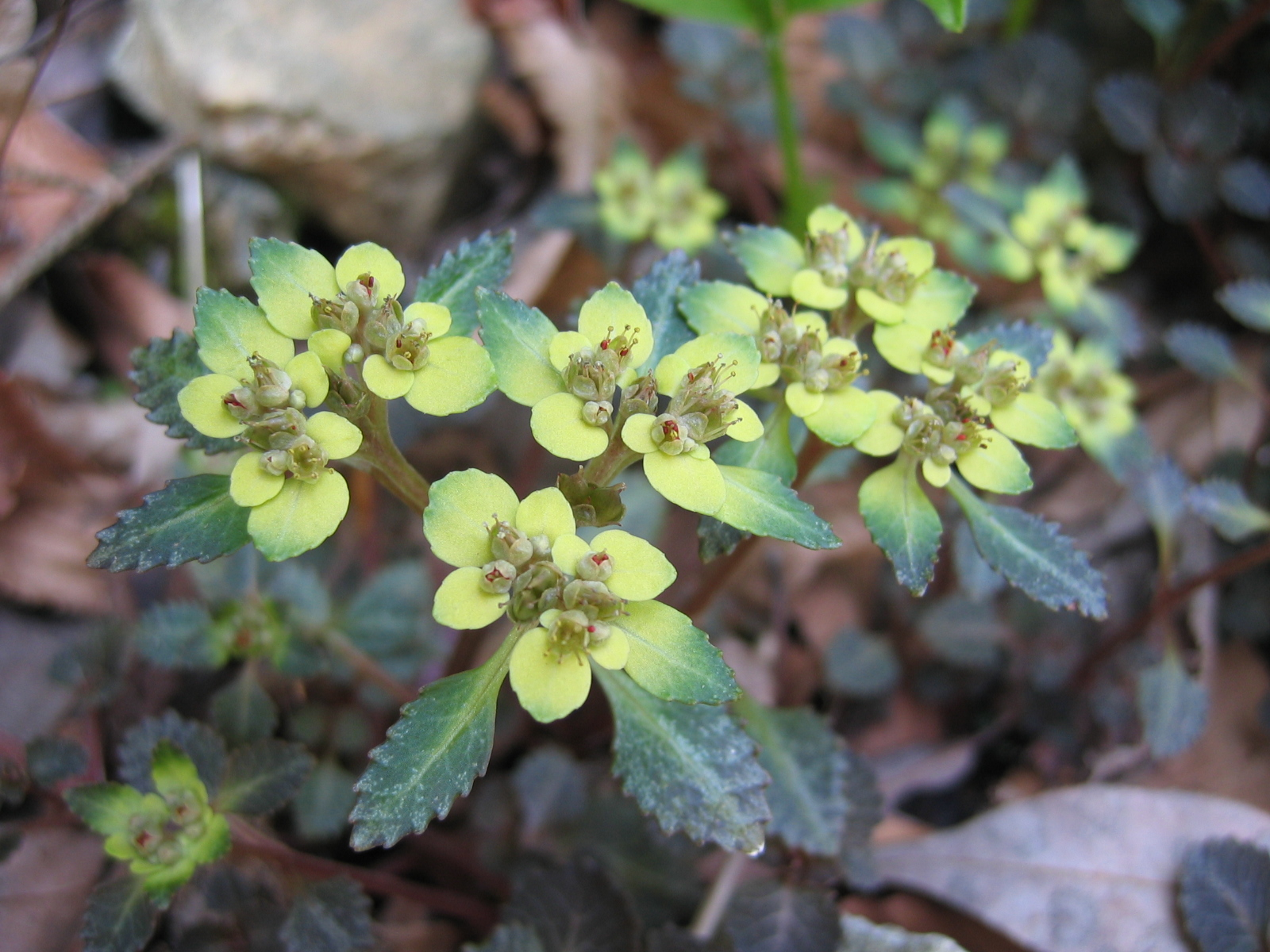
Chrysosplenium macrostemon

- Chrysosplenium glechomifolium (Pacific golden saxifrage)
- Chrysosplenium glossophyllum
- Chrysosplenium griffithii
- Chrysosplenium hebetatum
- Chrysosplenium hydrocotylifolium
- Chrysosplenium iowense (Iowa golden saxifrage)
- Chrysosplenium japonicum
- Chrysosplenium jienningense
- Chrysosplenium lanuginosum
- Chrysosplenium lectus-cochleae
- Chrysosplenium lixianense
- Chrysosplenium macranthum

- Chrysosplenium macrophyllum
- Chrysosplenium microspermum
- Chrysosplenium nepalense
- Chrysosplenium nudicaule

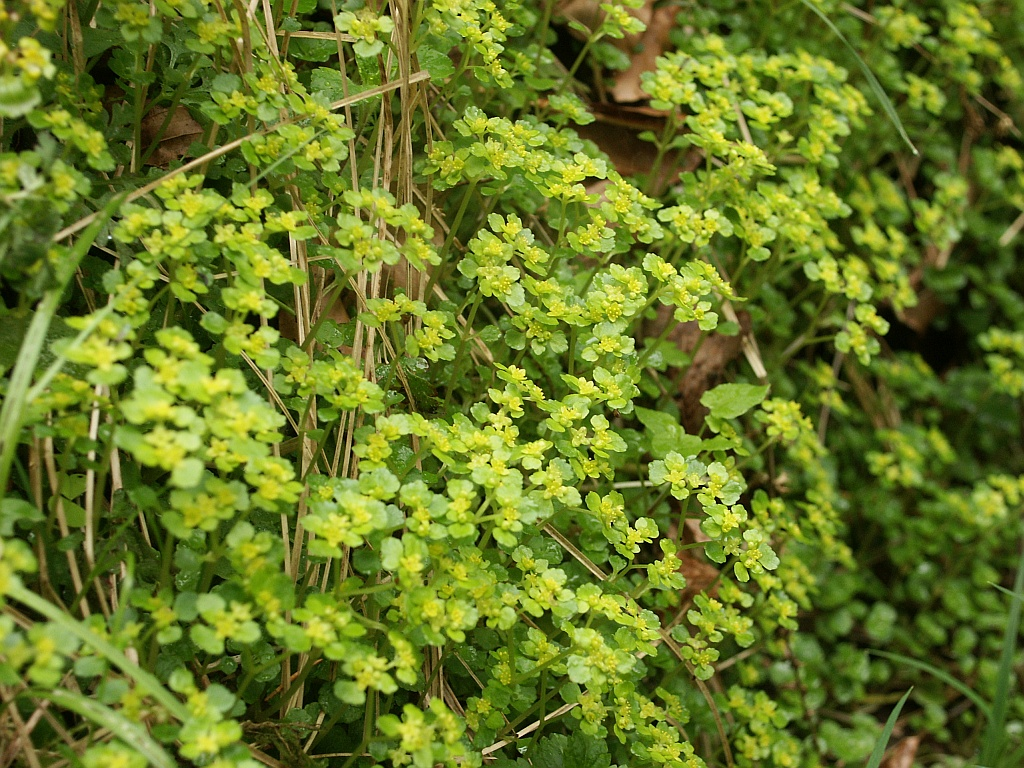
Chrysosplenium oppositifolium

- Chrysosplenium oppositifolium - dorine à feuilles opposées
- Chrysosplenium oxygraphoides
- Chrysosplenium pilosum
- Chrysosplenium pseudopilosum
- Chrysosplenium qinlingense
- Chrysosplenium ramosum

- Chrysosplenium serreanum
- Chrysosplenium sikangense
- Chrysosplenium sinicum
- Chrysosplenium taibaishanense
- Chrysosplenium tenellum
- Chrysosplenium trichospermum

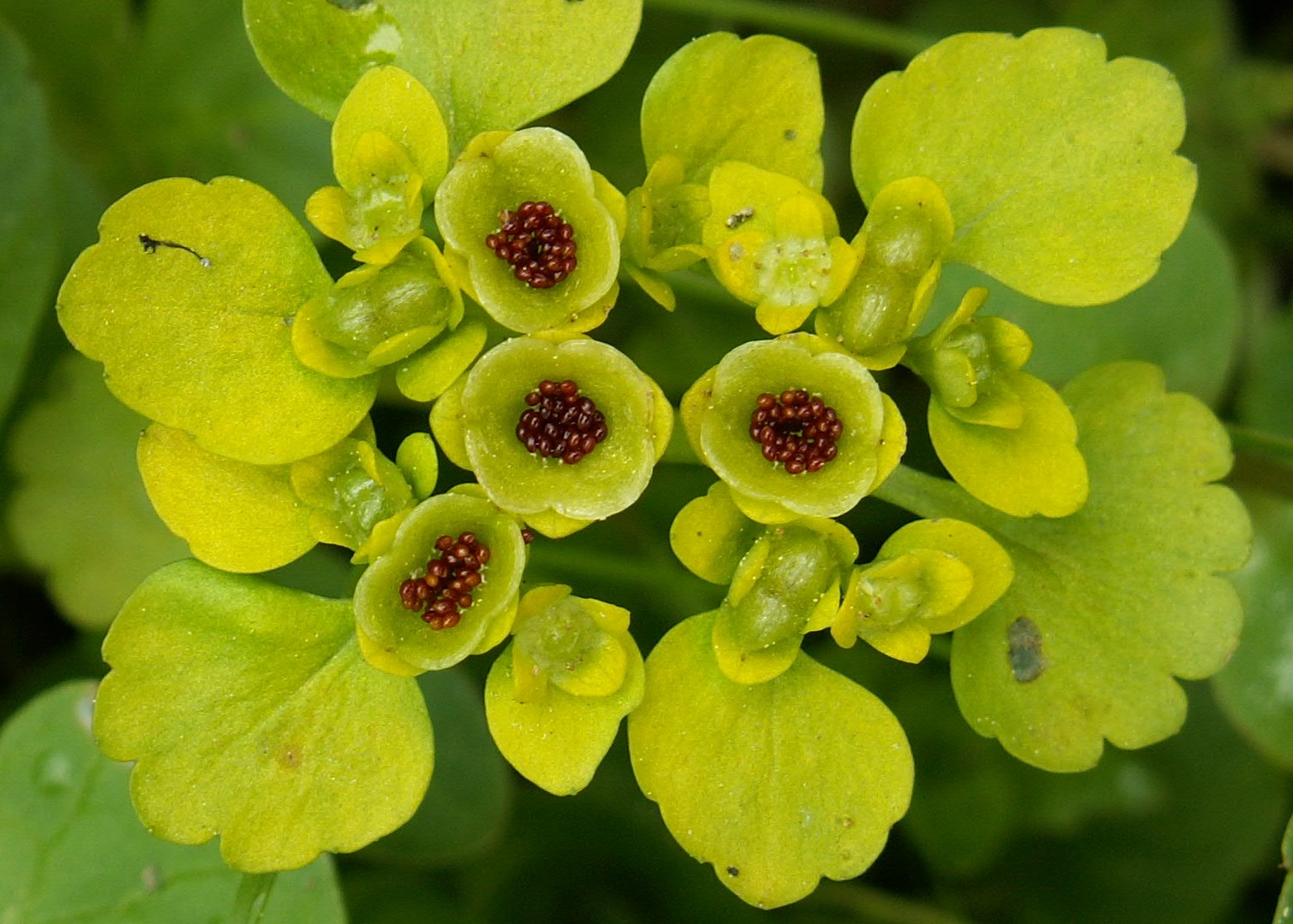
Chrysosplenium alternifolium graines

- Chrysosplenium tetrandrum (northern golden saxifrage)
- Chrysosplenium uniflorum
- Chrysosplenium valdivicum
- Chrysosplenium wrightii (Wright's golden saxifrage)
- Chrysosplenium wuwenchenii